# Keisuke Tanabe
Keisuke Tanabe (田辺 圭佑 Tanabe Keisuke?, Saitama, 29 de marzo de 1992) es un exfutbolista japonés que jugaba como centrocampista.

## Trayectoria

### Clubes
| Club             | País  | Año       |
| ---------------- | ----- | --------- |
| F. C. Ryukyu     | Japón | 2014-2017 |
| Roasso Kumamoto  | Japón | 2018-2019 |
| Kagoshima United | Japón | 2020-2021 |
| Roasso Kumamoto  | Japón | 2022-2023 |